# 1971年のオールスターゲーム (日本プロ野球)
1971年のオールスターゲームは、1971年7月に行われた日本プロ野球のオールスターゲーム。

## 試合概要
前年、日本選手権を連続6回目で制した読売ジャイアンツ（巨人）の川上哲治監督が全セ（オールセントラル・リーグ）を率い、10年ぶりのパ・リーグ優勝のロッテオリオンズの濃人渉監督が全パ（オールパシフィック・リーグ）を率いた。
第1戦、江夏豊（阪神）による9者連続奪三振が功を奏し5対0で全セが先勝。雨で1日延びた第2戦は逆に各チームの主戦投手をつぎ込んだ全パが全セを2安打完封。第3戦は序盤に全パ・張本勲（東映）と全セ・長嶋茂雄（巨人）のホームランが出たもののその後は0行進。1点多く獲った全パが勝ち越しを決めた。

### 江夏の9者連続奪三振
江夏はこの年の前半戦は不調（1971年成績：15勝14敗）だったが、ファン投票選出された。第1戦の先発を任された江夏は1回裏全パ1番有藤通世（ロッテ）、2番基満男（西鉄）、3番長池徳二（阪急）から連続三振を奪った。直後の2回表に2死一、三塁で打席のまわった江夏は全パ先発米田哲也（阪急）から3ラン本塁打を放ち波に乗ると、その裏リーグ首位打者・4番江藤愼一（ロッテ）からも三振を奪い、土井正博（近鉄）、東田正義（西鉄）らパ・リーグ強力打者のバットが次々と空を切った。そして3回裏も7番阪本敏三（阪急）、8番岡村浩二（阪急）からも三振を奪うと、米田の代打に加藤秀司（阪急）が登場。加藤からも三振を奪い、9者連続奪三振記録を達成し、江夏はマウンドを降りた。
その後全セ必勝を期して渡辺秀武（巨人）－高橋一三（巨人）－水谷寿伸（中日）－小谷正勝（大洋）のリレーで臨み、全パを無安打、16奪三振に抑え込んだ。
全員奪三振を目指して投げ続けた江夏はキャッチャーフライを捕球しようとしようとした田淵に「捕るな!」と言ったとされているが、後に江夏はこれを「（スタンドに入るだろうから）追うな!」と叫んだものである、と著書の中で述べている。

## 選出選手
| セントラル・リーグ | セントラル・リーグ | セントラル・リーグ | セントラル・リーグ | パシフィック・リーグ | パシフィック・リーグ | パシフィック・リーグ | パシフィック・リーグ |
| ------------------ | ------------------ | ------------------ | ------------------ | -------------------- | -------------------- | -------------------- | -------------------- |
| 監督               | 川上哲治           | 巨人               |                    | 監督                 | 濃人渉               | ロッテ               |                      |
| コーチ             | 村山実             | 阪神               |                    | コーチ               | 野村克也             | 南海                 |                      |
| コーチ             | 別当薫             | 大洋               |                    | コーチ               | 岩本尭               | 近鉄                 |                      |
| 投手               | 江夏豊             | 阪神               | 5                  | 投手                 | 太田幸司             | 近鉄                 | 2                    |
| 投手               | 堀内恒夫           | 巨人               | 5                  | 投手                 | 木樽正明             | ロッテ               | 3                    |
| 投手               | 松岡弘             | ヤクルト           | 初                 | 投手                 | 村田兆治             | ロッテ               | 初                   |
| 投手               | 渋谷幸春           | 中日               | 初                 | 投手                 | 成田文男             | ロッテ               | 6                    |
| 投手               | 伊藤久敏           | 中日               | 初                 | 投手                 | 村上雅則             | 南海                 | 初                   |
| 投手               | 水谷寿伸           | 中日               | 初                 | 投手                 | 鈴木啓示             | 近鉄                 | 6                    |
| 投手               | 高橋一三           | 巨人               | 3                  | 投手                 | 足立光宏             | 阪急                 | 4                    |
| 投手               | 渡辺秀武           | 巨人               | 2                  | 投手                 | 山田久志             | 阪急                 | 初                   |
| 投手               | 平松政次           | 大洋               | 3                  | 投手                 | 米田哲也             | 阪急                 | 13                   |
| 投手               | 小谷正勝           | 大洋               | 初                 | 投手                 | 皆川康夫             | 東映                 | 初                   |
| 投手               | 大石弥太郎         | 広島               | 3                  | 投手                 | 金田留広             | 東映                 | 3                    |
| 捕手               | 大矢明彦           | ヤクルト           | 初                 | 捕手                 | 野村克也             | 南海                 | 15                   |
| 捕手               | 田淵幸一           | 阪神               | 3                  | 捕手                 | 醍醐猛夫             | ロッテ               | 4                    |
| 捕手               | 木俣達彦           | 中日               | 2                  | 捕手                 | 岡村浩二             | 阪急                 | 6                    |
| 一塁手             | 王貞治             | 巨人               | 12                 | 一塁手               | 島本講平             | 南海                 | 初                   |
| 二塁手             | 武上四郎           | ヤクルト           | 4                  | 二塁手               | 大下剛史             | 東映                 | 3                    |
| 三塁手             | 長嶋茂雄           | 巨人               | 14                 | 三塁手               | 有藤通世             | ロッテ               | 2                    |
| 遊撃手             | 黒江透修           | 巨人               | 4                  | 遊撃手               | 高橋博               | 南海                 | 初                   |
| 内野手             | 衣笠祥雄           | 広島               | 初                 | 内野手               | 江藤慎一             | ロッテ               | 11                   |
| 内野手             | 国貞泰汎           | 広島               | 3                  | 内野手               | 基満男               | 西鉄                 | 2                    |
| 内野手             | 藤田平             | 阪神               | 4                  | 内野手               | 阪本敏三             | 阪急                 | 4                    |
| 内野手             | 松原誠             | 大洋               | 6                  |                      |                      |                      |                      |
| 外野手             | 谷沢健一           | 中日               | 2                  | 外野手               | 池辺巌               | ロッテ               | 4                    |
| 外野手             | 福富邦夫           | ヤクルト           | 初                 | 外野手               | 東田正義             | 西鉄                 | 初                   |
| 外野手             | 高田繁             | 巨人               | 4                  | 外野手               | 土井正博             | 近鉄                 | 8                    |
| 外野手             | 水谷実雄           | 広島               | 初                 | 外野手               | アルトマン           | ロッテ               | 2                    |
| 外野手             | 柴田勲             | 巨人               | 8                  | 外野手               | 長池徳二             | 阪急                 | 5                    |
| 外野手             | ロバーツ           | ヤクルト           | 3                  | 外野手               | 加藤秀司             | 阪急                 | 初                   |
|                    |                    |                    |                    | 外野手               | 張本勲               | 東映                 | 12                   |

- 太字はファン投票で選ばれた選手。

## 試合結果

### 第1戦
|      | 1 | 2 | 3 | 4 | 5 | 6 | 7 | 8 | 9 | R | H | E |
| ---- | - | - | - | - | - | - | - | - | - | - | - | - |
| 全セ | 0 | 4 | 0 | 0 | 0 | 0 | 1 | 0 | 0 | 5 | 6 | 2 |
| 全パ | 0 | 0 | 0 | 0 | 0 | 0 | 0 | 0 | 0 | 0 | 0 | 0 |

1. セ：○江夏（神）、渡辺秀（巨）、高橋一（巨）、水谷寿（中）、小谷（洋）－田淵（神）、大矢（ヤ）
2. パ：●米田（急）、鈴木啓（近）、太田（近）、皆川（映）、村田（ロ）－岡村（急）、醍醐（ロ）
3. 勝利：江夏（1勝）
4. 敗戦：米田（1敗）
5. 本塁打
セ：江夏1号（3ラン・米田）
6. 審判
［球審］岡田功（セ）
［塁審］久喜（パ）・福井（セ）・加藤（パ）
［外審］山本文（セ）・中村浩（パ）
7. 試合時間：2時間18分

#### オーダー
| セントラル | セントラル | セントラル |
| 打順       | 守備       | 選手       |
| ---------- | ---------- | ---------- |
| 1          | [左]       | 高田繁     |
| 2          | [遊]       | 藤田平     |
| 3          | [一]       | 王貞治     |
| 4          | [三]       | 長嶋茂雄   |
| 5          | [右]       | ロバーツ   |
| 6          | [捕]       | 田淵幸一   |
| 7          | [中]       | 谷沢健一   |
| 8          | [二]       | 武上四郎   |
| 9          | [投]       | 江夏豊     |

| パシフィック | パシフィック | パシフィック |
| 打順         | 守備         | 選手         |
| ------------ | ------------ | ------------ |
| 1            | [三]         | 有藤通世     |
| 2            | [二]         | 基満男       |
| 3            | [中]         | 長池徳二     |
| 4            | [一]         | 江藤慎一     |
| 5            | [左]         | 土井正博     |
| 6            | [右]         | 東田正義     |
| 7            | [遊]         | 阪本敏三     |
| 8            | [捕]         | 岡村浩二     |
| 9            | [投]         | 米田哲也     |

### 第2戦
|      | 1 | 2 | 3 | 4 | 5 | 6 | 7 | 8 | 9 | R | H | E |
| ---- | - | - | - | - | - | - | - | - | - | - | - | - |
| 全パ | 1 | 0 | 0 | 0 | 0 | 0 | 0 | 3 | 0 | 4 | 6 | 0 |
| 全セ | 0 | 0 | 0 | 0 | 0 | 0 | 0 | 0 | 0 | 0 | 2 | 0 |

1. パ：○金田（映）、村上（南）、足立（急）、木樽（ロ）－野村（南）
2. セ：●松岡（ヤ）、伊藤久（中）、渋谷幸（中）、大石（広）、堀内（巨）－木俣（中）、大矢
3. 勝利：金田（1勝）
4. 敗戦：松岡（1敗）
5. 本塁打
パ：長池（急）1号（3ラン・大石）
6. 審判
［球審］砂川（パ）
［塁審］山本文（セ）・久喜（パ）・大里（セ）
［外審］加藤（パ）・福井（セ）
7. 試合時間：2時間5分

#### オーダー
| パシフィック | パシフィック | パシフィック |
| 打順         | 守備         | 選手         |
| ------------ | ------------ | ------------ |
| 1            | [三]         | 有藤通世     |
| 2            | [中]         | 張本勲       |
| 3            | [右]         | 長池徳二     |
| 4            | [一]         | 江藤慎一     |
| 5            | [左]         | アルトマン   |
| 6            | [捕]         | 野村克也     |
| 7            | [二]         | 基満男       |
| 8            | [遊]         | 高橋博       |
| 9            | [投]         | 金田留広     |

| セントラル | セントラル | セントラル |
| 打順       | 守備       | 選手       |
| ---------- | ---------- | ---------- |
| 1          | [中]       | 谷沢健一   |
| 2          | [遊]       | 藤田平     |
| 3          | [一]       | 王貞治     |
| 4          | [三]       | 長嶋茂雄   |
| 5          | [右]       | ロバーツ   |
| 6          | [左]       | 福富邦夫   |
| 7          | [二]       | 国貞泰汎   |
| 8          | [捕]       | 木俣達彦   |
| 9          | [投]       | 松岡弘     |

### 第3戦
|      | 1 | 2 | 3 | 4 | 5 | 6 | 7 | 8 | 9 | R | H | E |
| ---- | - | - | - | - | - | - | - | - | - | - | - | - |
| 全パ | 0 | 2 | 1 | 0 | 0 | 0 | 0 | 0 | 0 | 3 | 7 | 1 |
| 全セ | 0 | 0 | 0 | 2 | 0 | 0 | 0 | 0 | 0 | 2 | 2 | 2 |

1. パ：皆川、○山田（急）、村上、村田、成田－野村、醍醐
2. セ：●平松（洋）、堀内、江夏、渡辺秀－大矢、木俣
3. 勝利：山田（1勝）
4. 敗戦：平松（1敗）
5. 本塁打
パ：張本（映）1号（ソロ・平松）
セ：長嶋（巨）1号（2ラン・山田）
6. 審判
［球審］大里（セ）
［塁審］中村浩（パ）・岡田功（セ）・砂川（パ）
［外審］福井（セ）・加藤（パ）
7. 試合時間：2時間3分

#### オーダー
| パシフィック | パシフィック | パシフィック |
| 打順         | 守備         | 選手         |
| ------------ | ------------ | ------------ |
| 1            | [一]         | 加藤秀司     |
| 2            | [遊]         | 阪本敏三     |
| 3            | [右]         | 張本勲       |
| 4            | [中]         | 土井正博     |
| 5            | [左]         | アルトマン   |
| 6            | [捕]         | 野村克也     |
| 7            | [三]         | 高橋博       |
| 8            | [二]         | 大下剛史     |
| 9            | [投]         | 皆川康夫     |

| セントラル | セントラル | セントラル |
| 打順       | 守備       | 選手       |
| ---------- | ---------- | ---------- |
| 1          | [中]       | 柴田勲     |
| 2          | [遊]       | 藤田平     |
| 3          | [一]       | 王貞治     |
| 4          | [三]       | 長嶋茂雄   |
| 5          | [右]       | 田淵幸一   |
| 6          | [左]       | ロバーツ   |
| 7          | [二]       | 黒江透修   |
| 8          | [捕]       | 大矢明彦   |
| 9          | [投]       | 平松政次   |

## テレビ・ラジオ中継

### テレビ中継
- 第1戦:7月17日
  - NHK総合 実況：岡田実 解説：鶴岡一人、小西得郎 ゲスト解説：西本幸雄（阪急監督） リポーター：岩本修
- 第2戦:7月19日
  - 東京12チャンネル（現・テレビ東京）製作（岐阜放送・三重テレビ協力） 実況：金子勝彦 解説：有本義明、森徹 ゲスト：玉の海正洋（第51代横綱）
- 第3戦：7月20日
  - 日本テレビ 実況：志生野温夫 解説：金田正一 ゲスト解説：山内一弘（巨人コーチ）

※第1戦はNHK総合の独占中継となったが、オールスターゲームのテレビでのNHKの独占中継はこの試合が最後である（2022年現在）。
※第2戦は本来7月18日開催で、中部日本放送≪TBS系列≫（出演予定 実況：古賀良彦 解説：杉浦清、松木謙治郎 ゲスト：虫明亜呂無）で放送されることになっていたが、雨天中止となり、予備日となった7月19日はCBCが編成の都合で中継できなかったため（当時TBS系の月曜ゴールデンタイムには『YKKアワー キックボクシング中継』『ブラザー劇場』『ナショナル劇場』と一社提供番組が連続して編成されていた）、東京12chで代替放送された。当時東京12chは系列局がなかったものの、中京テレビ放送に日本経済新聞社の資本があったために事実上のクロスネット局関係にあったが、CTVに中日新聞社の資本がなく、中日ドラゴンズ主管試合の放映権も与えられていなかったため、CTVでは放送されず、中京地区ではMTV・GBSが技術協力の形でネット受けを行った。関西地区では近畿放送（現：京都放送）がネット受けした一方、サンテレビはネット受けせず遅れネット番組や自社制作番組などの自主編成としていた他、中国地方では放送がなかった（出典：産経新聞・近畿版および岡山版、中国新聞、1971年7月19日、各テレビ欄）

### ラジオ中継
- 第1戦:7月17日
  - NHKラジオ第1 実況：佐藤隆輔 解説：加藤進
  - TBSラジオ（JRN／朝日放送製作） 実況：植草貞夫 解説：花井悠、笠原和夫 ゲスト解説：辻恭彦（阪神）
  - 文化放送（NRN／毎日放送製作） 実況：三宅定雄 解説：杉浦忠、永井正義
  - ニッポン放送 実況：高嶋秀武 解説：関根潤三、豊田泰光
  - ラジオ関東（現・ラジオ日本）（独立系） 実況：林洋右 解説：南村侑広
- 第2戦:7月19日
  - NHKラジオ第1 実況：岩本修 解説：加藤進、小西得郎
  - TBSラジオ（JRN／中部日本放送製作） 実況：後藤紀夫 解説：板東英二、杉浦清
  - ニッポン放送（NRN／東海ラジオ放送製作） 実況：楠山克己 解説：豊田泰光、権藤博
  - ラジオ関東（独立系） 実況：林洋右 解説：南村侑広
- 第3戦:7月20日
  - NHKラジオ第1 実況：鈴木文彌 解説：小西得郎、鶴岡一人
  - TBSラジオ（JRN） 実況：石井智 解説：高倉照幸、大和球士 ゲスト解説：牧野茂（巨人コーチ）、沼沢康一郎
  - ニッポン放送（NRN） 実況：深沢弘 解説：関根潤三、豊田泰光 ゲスト：天地総子、はかま満緒
  - ラジオ関東（独立系） 実況：島碩弥 解説：宮田征典、千葉茂 ゲスト解説：森昌彦（巨人）